# Рипуарські франки

Помаранчевим кольором показано територію проживання рипуарських франків у другій половині 5-го століття.

Рипуарські франки чи рипуарці (від лат. ripa — берег річки; нім. Rheinfranken) — група племен франків, які жили по берегах Рейну та Майну.
На відміну від салічних франків, що переселилися на берег моря, завоювали Галлію, а потім їх асимілювали галло-римляни, ріпуарські франки залишилися на колишніх місцях проживання. У ріпуарських франків довше зберігався первіснообщинний лад.
Наприкінці V ст. королем рипуарских франків був Сігіберт Кульгавий, а столицею — Кельн. В битві при Толбіаку 498 року ріпуарські франки розбили алеманів, після чого король салічних франків Хлодвіг I почав прагнути до об'єднання всіх франкських племен під своєю владою. Після вбивства Сігіберта і його сина Хлодвіг проголосив себе також королем ріпуарських франків. Фактичне приєднання рипуарских франків до Франкського королівства розтягнулося на VI—VII століття. У цей період записана ріпуарська правда, яка регламентувала звичаєве право.
У результаті розділу Франкської імперії територія ріпуарських франків переважно опинилася у складі Східно-Франкського королівства.
Рипуарські франки зберегли свою мову, що стала основою рейнських та франконських діалектів німецької мови.